# Genius loci
Genius loci é um termo latino que se refere ao "espírito do lugar", e é objeto de culto na religião romana. Segundo Sérvio, em Vergilii Aeneidos Commentarius ("Comentário à Eneida de Virgílio"), 5, 95, "nullus locus sine Genio" ("nenhum lugar é sem um Gênio").
A associação entre espírito e lugar originou-se talvez da assimilação do Gênio aos Lares, a partir da era de Augusto (r. 27 a.C.-14 d.C.). Mas, de acordo com o Movimento Tradizionale Romano, o Genius loci não se confunde com os Lares, que são os gênios (genii) do lugar que o homem possui ou por onde ele passa, enquanto o Genius loci é o gênio do lugar habitado e frequentado pelo homem.

## Transposição do conceito para a arquitetura
Modernamente, genius loci tornou-se uma expressão adotada pela teoria da arquitetura para definir uma abordagem fenomenológica do ambiente e da interação entre lugar e identidade, tal como propõe Christian Norberg-Schulz.
A expressão genius loci diz respeito, portanto, ao conjunto de características sócio-culturais, arquitetônicas, de linguagem, de hábitos, que caracterizam um lugar, um ambiente, uma cidade. Indica o "caráter" do lugar. O termo é utilizado por Aldo Rossi quando se refere à preocupação com o local e o entorno do terreno das suas futuras construções.